# Fort Flagler

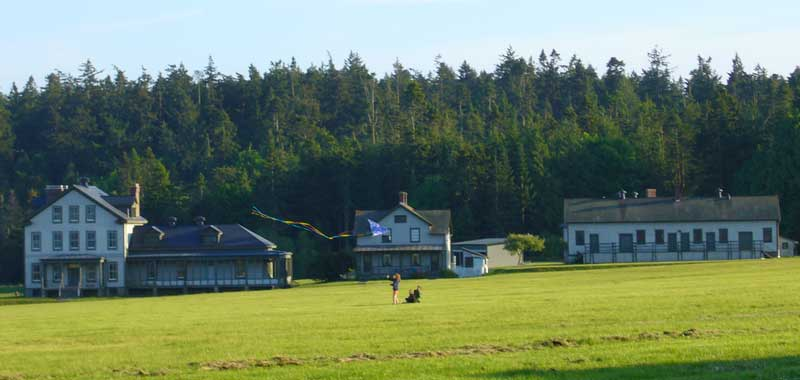
Pohled na pevnost s nemocnicí a rezidencí rangera.

Fort Flagler je státní park a bývalá pevnost americké armády na severním pobřeží ostrova Marrowstone v americkém státě Washington. Návštěvníkům se zde nabízí výhled na město Port Townsend severozápadně od pevnosti, jeřáby námořnické základny na Indiánském ostrově západně od pevnosti a na Whidbeyho ostrov východně od pevnosti, na druhé straně úžiny Admiralty. Státní park je rovněž východním koncem silnice Washington State Route 116.
V parku se nachází turistické i cyklistické stezky, tábořiště a autokempy, lodní rampy a několik historických budov poskytujících ubytování – dům nemocničního správce nebo bývalá obydlí pro důstojníky. Dále se v parku nachází muzeum pojednávající o historii pevnosti. Jeho prohlídky s průvodcem se dají zamluvit s předstihem.
Mezi lety 1958 a 1989 zde Seattleská symfonie mládeže pořádala každý rok hudební tábor, každý srpen se zde navíc konal Marrowstonský hudební festival. Roku 1974 zde byl natočen film 1812 Overture, což je také název předehry od Petra Iljiče Čajkovského.
Nyní park slouží mnohým středním školám. Například školní kapela střední školy Kamiak High School v Mukilteu zde má každý rok soustředění, stejně jako tým přespolního běhu Newport High School v Bellevue. Třeťáci a čtvrťáci z Eastside Catholic School ve městě Sammamish sem jezdí na tábor poučující o víře, stejně jako členové Metodistické mládeže z okolí Seattlu a Tacomy, a Seattleský dívčí pěvecký sbor sem jezdí na pěvecké soustředění.